# سان رافاييل (كاليفورنيا)

موقع سان رافاييل من مقاطعة مارين، كاليفورنيا

سان رافاييل (بالإنجليزية: San Rafael)‏ مدينة بالولايات المتحدة الأمريكية، هي قاعدة مقاطعة مارين، كاليفورنيا.

## التركيبة السكانية
حدّد مكتب تعداد الولايات المتحدة بيانات التركيبة السكانية لسان رافاييل في تعداد الولايات المتحدة. في ما يلي، التركيبة السكانية حسب تعدادي 2000 و2010.

### تعداد عام 2000
بلغ عدد سكان سان رافاييل 56,063 نسمة بحسب تعداد عام 2000، وبلغ عدد الأسر 22,371 أسرة وعدد العائلات 12,776 عائلة مقيمة في المدينة. في حين سجلت الكثافة السكانية 961.5 نسمة لكل كيلومتر مربع (2,490.3/ميل2). وبلغ عدد الوحدات السكنية 22,948 وحدة بمتوسط كثافة قدره 393.6 لكل كيلومتر مربع (1,019.4/ميل2).
وتوزع التركيب العرقي للمدينة بنسبة 75.76% من البيض و2.24% من الأمريكيين الأفارقة و0.56% من الأمريكيين الأصليين و5.59% من الأمريكيين ذوي الأصول الآسيوية و0.17% من سكان جزر المحيط الهادئ و11.16% من الأعراق الأخرى و4.53% من عرقين مختلطين أو أكثر و23.31% من الهسبانيون أو اللاتينيون من أي عرق.
بلغ عدد الأسر 22,371 أسرة كانت نسبة 27.9% منها لديها أطفال تحت سن الثامنة عشر تعيش معهم، وبلغت نسبة الأزواج القاطنين مع بعضهم البعض 44.3% من أصل المجموع الكلي للأسر، ونسبة 9% من الأسر كان لديها معيلات من الإناث دون وجود شريك، بينما كانت نسبة 3.9% من الأسر لديها معيلون من الذكور دون وجود شريكة وكانت نسبة 42.9% من غير العائلات. تألفت نسبة 32.1% من أصل جميع الأسر من عدة أفراد يعيشون في نفس المنزل ونسبة 10.9% كانت تتألف من شخص يعيش بمفرده يبلغ من العمر 65 عاماً أو أكثر. وبلغ متوسط حجم الأسرة المعيشية 2.42، أما متوسط حجم العائلات فبلغ 2.99.
بلغ العمر الوسطي للسكان 38.5 عاماً. وكانت نسبة 19.4% من القاطنين تحت سن الثامنة عشر، وكانت نسبة 7.4% بين الثامنة عشر والرابعة والعشرين عاماً، ونسبة 32.5% كانت واقعةً في الفئة العمرية ما بين الخامسة والعشرين والرابعة والأربعين عاماً، ونسبة 24.3% كانت ما بين الخامسة والأربعين والرابعة والستين، ونسبة 12.8% كانت ضمن فئة الخامسة والستين عاماً فما فوق. يوجد لكل 100 أنثى 99.0 ذكر، ويوجد لكل 100 أنثى في الثامنة عشر من عمرها فما فوق 96.7 ذكر.
بلغ متوسط دخل الأسرة في المدينة 60,994 دولارًا، أما متوسط دخل العائلة فبلغ 74,398 دولارًا. وكان متوسط دخل الذكور 50,650 دولارًا مقابل 39,912 دولارًا للإناث. وسجل دخل الفرد الخاص بالمدينة 35,762 دولارًا. وكانت نسبة 5.6% من العائلات ونسبة 10.2% من السكان تحت خط الفقر، وكان من هؤلاء نسبة 12.5% تحت سن الثامنة عشر ونسبة 5% في الخامسة والستين من العمر وما فوق.

### تعداد عام 2010
بلغ عدد سكان سان رافاييل 57,713 نسمة بحسب تعداد عام 2010، وبلغ عدد الأسر 22,764 أسرة وعدد العائلات 12,982 عائلة مقيمة في المدينة. في حين سجلت الكثافة السكانية 989.8 نسمة لكل كيلومتر مربع (2,563.6/ميل2). وبلغ عدد الوحدات السكنية 24,011 وحدة بمتوسط كثافة قدره 411.8 لكل كيلومتر مربع (1,066.6/ميل2).
وتوزع التركيب العرقي للمدينة بنسبة 70.58% من البيض و2% من الأمريكيين الأفارقة و1.23% من الأمريكيين الأصليين و6.09% من الأمريكيين ذوي الأصول الآسيوية و0.22% من سكان جزر المحيط الهادئ و14.75% من الأعراق الأخرى و5.14% من عرقين مختلطين أو أكثر و29.98% من الهسبانيون أو اللاتينيون من أي عرق.
بلغ عدد الأسر 22,764 أسرة كانت نسبة 27.9% منها لديها أطفال تحت سن الثامنة عشر تعيش معهم، وبلغت نسبة الأزواج القاطنين مع بعضهم البعض 43.2% من أصل المجموع الكلي للأسر، ونسبة 8.8% من الأسر كان لديها معيلات من الإناث دون وجود شريك، بينما كانت نسبة 5% من الأسر لديها معيلون من الذكور دون وجود شريكة وكانت نسبة 43% من غير العائلات. تألفت نسبة 32.7% من أصل جميع الأسر من عدة أفراد يعيشون في نفس المنزل ونسبة 13% كانت تتألف من شخص يعيش بمفرده يبلغ من العمر 65 عاماً أو أكثر. وبلغ متوسط حجم الأسرة المعيشية 2.44، أما متوسط حجم العائلات فبلغ 3.02.
بلغ العمر الوسطي للسكان 40.2 عاماً. وكانت نسبة 19.3% من القاطنين تحت سن الثامنة عشر، وكانت نسبة 8.6% بين الثامنة عشر والرابعة والعشرين عاماً، ونسبة 29.3% كانت واقعةً في الفئة العمرية ما بين الخامسة والعشرين والرابعة والأربعين عاماً، ونسبة 27% كانت ما بين الخامسة والأربعين والرابعة والستين، ونسبة 15.8% كانت ضمن فئة الخامسة والستين عاماً فما فوق. وتوزع التركيب الجنسي للسكان بنسبة 49.9% ذكور و50.1% إناث.

## المناخ
يظهر الجدول التالي التغييرات المناخية على مدار السنة لسان رافاييل:
| البيانات المناخية لـسان رافاييل     | البيانات المناخية لـسان رافاييل | البيانات المناخية لـسان رافاييل | البيانات المناخية لـسان رافاييل | البيانات المناخية لـسان رافاييل | البيانات المناخية لـسان رافاييل | البيانات المناخية لـسان رافاييل | البيانات المناخية لـسان رافاييل | البيانات المناخية لـسان رافاييل | البيانات المناخية لـسان رافاييل | البيانات المناخية لـسان رافاييل | البيانات المناخية لـسان رافاييل | البيانات المناخية لـسان رافاييل | البيانات المناخية لـسان رافاييل |
| الشهر                               | يناير                           | فبراير                          | مارس                            | أبريل                           | مايو                            | يونيو                           | يوليو                           | أغسطس                           | سبتمبر                          | أكتوبر                          | نوفمبر                          | ديسمبر                          | المعدل السنوي                   |
| ----------------------------------- | ------------------------------- | ------------------------------- | ------------------------------- | ------------------------------- | ------------------------------- | ------------------------------- | ------------------------------- | ------------------------------- | ------------------------------- | ------------------------------- | ------------------------------- | ------------------------------- | ------------------------------- |
| متوسط درجة الحرارة الكبرى °ف (°م)   | 55 (13)                         | 60 (16)                         | 64 (18)                         | 67 (19)                         | 71 (22)                         | 77 (25)                         | 80 (27)                         | 80 (27)                         | 79 (26)                         | 73 (23)                         | 64 (18)                         | 55 (13)                         | 69 (21)                         |
| متوسط درجة الحرارة الصغرى °ف (°م)   | 42 (6)                          | 44 (7)                          | 45 (7)                          | 47 (8)                          | 50 (10)                         | 53 (12)                         | 55 (13)                         | 55 (13)                         | 54 (12)                         | 51 (11)                         | 46 (8)                          | 41 (5)                          | 49 (9)                          |
| الهطول إنش (مم)                     | 6.85 (174)                      | 7.86 (200)                      | 4.16 (106)                      | 1.74 (44)                       | .96 (24)                        | .14 (3.6)                       | 0 (0)                           | .05 (1.3)                       | .13 (3.3)                       | 1.29 (33)                       | 3.02 (77)                       | 5.97 (152)                      | 32.16 (817)                     |
| متوسط أيام هطول الأمطار (≥ 0.01 in) | 12.2                            | 10.9                            | 9.7                             | 5.7                             | 3.4                             | 1.1                             | 0                               | .1                              | 1.0                             | 3.4                             | 6.4                             | 10.4                            | 64.3                            |
| المصدر: NOAA                        |                                 |                                 |                                 |                                 |                                 |                                 |                                 |                                 |                                 |                                 |                                 |                                 |                                 |

## أعلام
- فيديريكو فونغ
- دان چرين
- آن كورتيس
- روبرت هنتر
- مارك بلات
- إسبن بوردسين
- مايكل فرومان
- تيرينس ماكينا
- كريستيان مورتنسن
- جورج ديوك